# Liste des évêques d'Helena

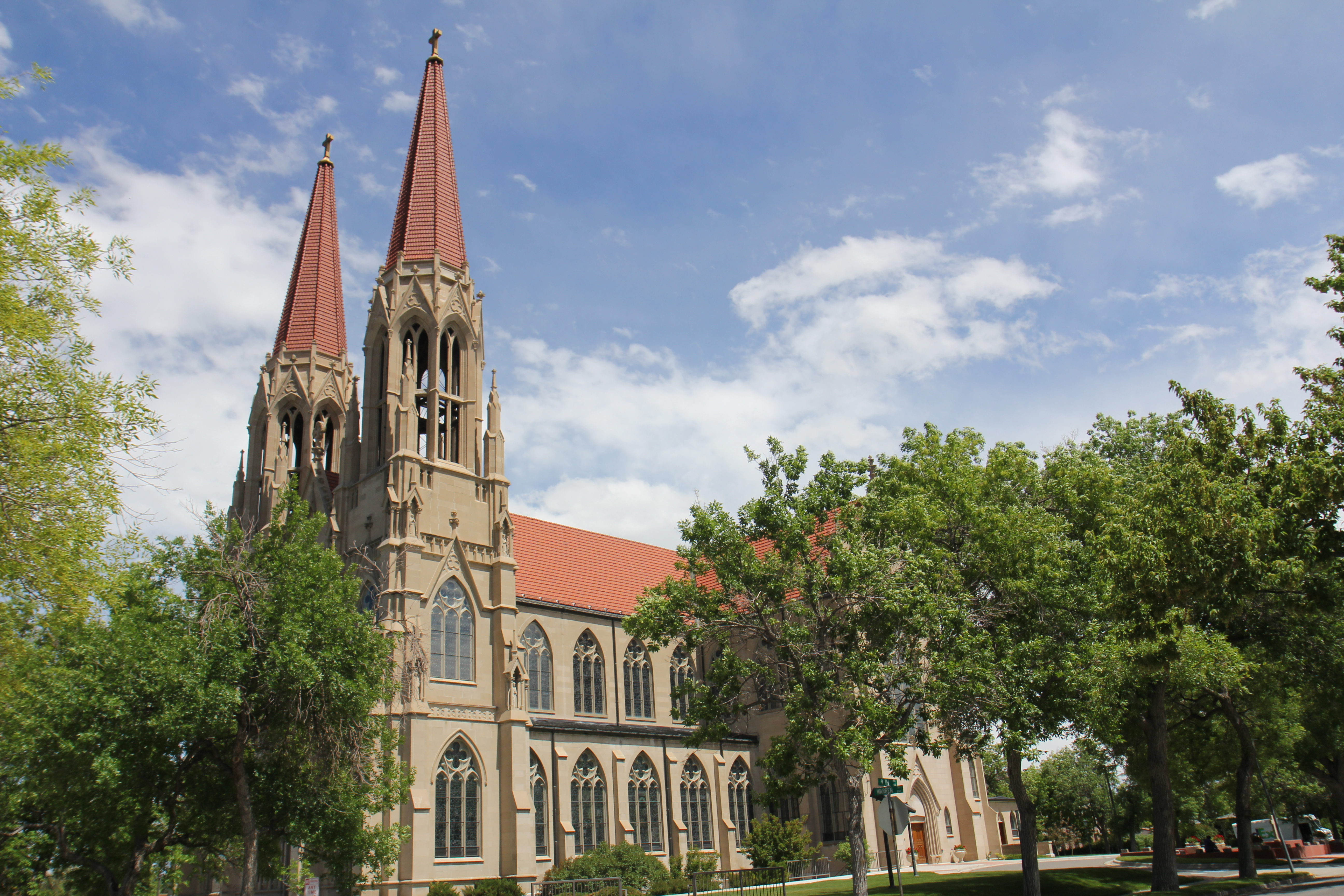
La cathédrale d'Helena.

La liste des évêques d'Helena recense les noms des évêques qui se sont succédé sur le siège épiscopal d'Helena dans le Montana aux États-Unis depuis la création du vicariat apostolique du Montana fondé le 3 mars 1883 par détachement de ceux de l'Idaho, du Montana et du Nebraska. Le vicariat apostolique du Montana est érigé en diocèse d'Helena (Dioecesis Helenensis) par Léon XIII le 7 mars 1884. 

## Vicaire apostolique
- 17 avril 1883-7 mars 1884 : Jean-Baptiste Brondel, vicaire apostolique du Montana.

## Évêques
- 7 mars 1884-† 3 novembre 1903 : Jean-Baptiste Brondel, promu évêque d'Helena.
- 12 septembre 1904-† 4 novembre 1925 : John Carroll (John Patrick Carroll)
- 4 novembre 1925-27 mai 1927 : siège vacant
- 27 mai 1927-† 14 août 1932 : George Finnigan (George Joseph Finnigan)
- 23 juin 1933-26 octobre 1935 : Ralph Hayes (Ralph Léo Hayes)
- 9 décembre 1935-† 2 avril 1962 : Joseph Gilmore (Joseph Michaël Gilmore)
- 8 juillet 1962-25 février 1975 : Raymond Hunthausen (Raymond Gerhardt Hunthausen)
- 4 mars 1976-4 mai 1993 : Elden Curtiss (Elden Francis Curtiss)
- 19 avril 1994-28 octobre 1997 : Alexander Brunett (Alexander Joseph Brunett)
- 28 octobre 1997-6 juillet 1999 : siège vacant
- 6 juillet 1999-23 mai 2003 : Robert Morlino (Robert Charles Morlino)
- 23 mars 2004-28 février 2018 : George Thomas (George Léo Thomas), nommé évêque de Las Vegas
- 28 février 2018-8 octobre 2019 : siège vacant
- depuis le 8 octobre 2019 : Austin Vetter

## Source
- (en) Diocese of Helena, Catholic-Hierarchy